# یواس‌اس موهاک (۱۸۵۳)

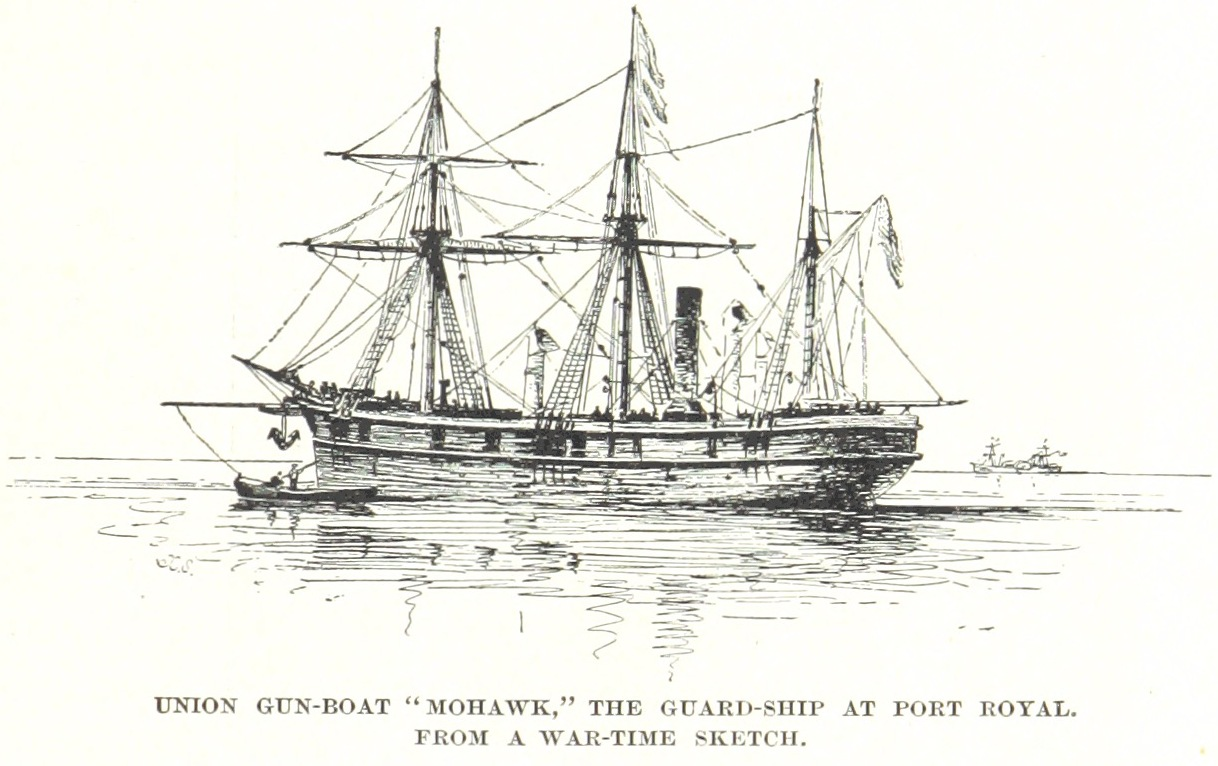
تصویری از نقاشیه کشتی یواس‌اس موهاک

یواس‌اس موهاک (۱۸۵۳) (به انگلیسی: USS Mohawk (1853)) یک کشتی بود که طول آن ۱۶۲ فوت ۴ اینچ (۴۹٫۴۸ متر) بود. این کشتی در سال ۱۸۵۳ ساخته شد.